# Arne Bohman (krögare)
Arne Bohman, född 8 februari 1931, död 29 augusti 2011, var en svensk krögare. Arne Bohman drev den första nattklubben i Sverige utanför Stockholm, då han drev restaurang och nattklubb i Hotell Rosen i Rosengallerian i Huskvarna. Det var även den första nattklubben och diskoteket i Småland. Nattklubben fick bland annat mycket uppmärksamhet efter att Arne Bohman tagit dit stripteasedansöser.
Han startade även upp Brunstorps Wärdshus, som utsågs till "Europas bästa rastplats". 1985 utsågs han till årets Huskvarna-bo.